# أوفلاج العاشر-دي
```
أوفلاج العاشر-دي
 
معسكرًا لأسرى
 
الحرب
 
ألماني في
 
الحرب العالمية الثانية
 
للضباط
 ( 
Offizierlager
 ) الموجود في 
Fischbek
، وهو ملعب 
Stadtteil
 في 
هامبورغ
، 
ألمانيا
 .
```

## تاريخ المخيم
تم إنشاء المخيم في مايو 1941.  في 22 يونيو 1943، تم نقل جميع ضباط الاحتياط في الجيش البلجيكي المحتجزين في أوفلاج الثامن-إيه في Prenzlau إلى أوفلاج العاشر-دي.  تم تحرير المعسكر في مايو 1945 من قبل جنود الفرقة المدرعة البريطانية السابعة، الجيش الثاني. 

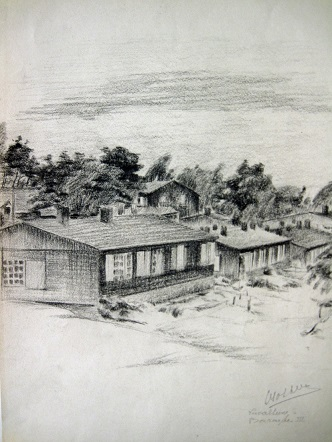
صورة فوتوغرافية بتاريخ 4 سبتمبر 1944 تمثل إدارة ثكنة الإدارة الثالثة في Oflag XD، بواسطة الضابط PWO Léon Gossens (Tilleur، بلجيكا) 1908-1993